# Biography - The Greatest Hits
Biography è una raccolta di successi della cantante britannica pop/soul Lisa Stansfield, uscita nel febbraio 2003. Comprende le sue uniche due "numero uno" britanniche, la hit solista All Around the World del 1989, e la collaborazione con i Queen & George Michael nel brano These Are the Days of Our Lives, eseguito live nel tributo allo scomparso Freddie Mercury, tenutosi a Wembley nel 1992.
La compilation contiene anche altri successi della «diva di Rochdale», come viene scherzosamente definita dai suoi compatrioti, tra cui il classico All Woman (Numero 1 nella classifica R&B USA), This Is the Right Time, il suo primo vero singolo da solista, e People Hold On, quello che l'ha effettivamente lanciata (originariamente realizzata con il duo di produttori dance/house Coldcut).
Sono inoltre presenti due brani estratti da colonne sonore: In All the Right Places, dal film Proposta indecente, e Someday (I'm Coming Back), da Guardia del corpo. Quest'ultima compare solo in questa raccolta e nel disco della colonna sonora originale The Bodyguard: Original Soundtrack Album.
La raccolta ripropone in totale 17 tracce, quasi tutte entrate nella classifica britannica dei singoli, in perfetto equilibrio tra soul, r'n'b, dance, pop e disco, con tre cover di brani di altri artisti e ampio spazio al sottogenere della ballad, di cui All Woman è senza dubbio l'esempio più celebre. I suoi più grandi successi in Italia sono stati Change (Numero 2), All Around the World (Numero 3) e The Real Thing (Numero 4), tutti contenuti in questo suo primo greatest hits.

## Tracce
1. Change (dall'album Real Love) – 4:33
2. Someday (I'm Coming Back) (dalla colonna sonora del film Guardia del corpo) – 4:56
3. This Is the Right Time (dall'edizione CD/MC dell'album Affection) – 4:31
4. The Real Thing (dall'album Lisa Stansfield) – 4:18
5. People Hold On (dall'edizione rimasterizzata del 2003 di Affection) – 3:58 – con Coldcut
6. In All the Right Places (dall'album So Natural – contenuta anche nella colonna sonora del film Proposta indecente) – 5:16
7. So Natural (da So Natural) – 5:05
8. Time to Make You Mine (da Real Love) – 4:10
9. Live Together (da Affection) – 4:35
10. Little Bit of Heaven (da So Natural) – 4:27
11. Set Your Loving Free (da Real Love) – 4:09
12. Let's Just Call It Love (dall'album Face Up) – 3:59
13. Never, Never Gonna Give You Up (da Lisa Stansfield) – 3:51
14. These Are the Days of Our Lives (dall'EP Five Live) – 4:44 – con Queen e George Michael
15. Down in the Depths (dall'album di beneficenza Red Hot + Blue) – 4:28
16. All Woman (da Real Love) – 5:16
17. All Around the World (da Affection) – 4:21

## Classifiche
| Classifica (2003) | Posizione massima |
| ----------------- | ----------------- |
| Belgio (Fiandre)  | 37                |
| Germania          | 46                |
| Italia            | 4                 |
| Regno Unito       | 3                 |
| Spagna            | 43                |
| Svizzera          | 58                |